# Маленкови
Маленкови е голям български род от македонския град Охрид.

## Представители
- Христо Маленков (1841 - сл.1917), български общественик и духовник от Македония
- Яким Маленков (1878 - 1964), български духовник от Македония
- Димче Маленко (1919 - 1990), драматург и писател от Северна Македония
- Любинка Маленкова (1927 - 2011), архитект от Северна Македония
- Владо Маленко (1938 - 2013), археолог от Северна Македония